# El rey del mar
El Rey del Mar (italiano: Il re del mare) es una novela de aventuras del escritor italiano Emilio Salgari. Fue publicada en 1906.

## Trama
Borneo, 1868. Han pasado once años de la derrota de los Thugs. Tremal-Naik se ha convertido en un próspero comerciante con varias factorías en Borneo mientras que los Tigres de Mompracem han abandonado la piratería. Pero los dayakos de los alrededores se han sublevado, excitados por un peregrino musulmán que los ha exhortado a destruir a Tremal-Naik y a su hija, Damna. Además, los ingleses y el nuevo rajá de Sarawak están amenazando con destruir a Mompracem. Por una vez, los piratas de Mompracem serán los perseguidos por fuerzas superiores en número de las que se lograrán desembarazar con astucia y valor.

## Títulos alternativos en español
- Fue inicialmente publicado por entregas en 1904-1905, bajo el título Il Re del Mare.
- Esta novela consta de dos partes: 1ª Parte: La Malasia en llamas (La Malesia in fiame); 2ª parte: El hijo de Suyodhana (Il figlio di Suyodhana).
- La editorial Calleja la publicó en dos tomos (antes de 1918[1]): Los tigres de la Malasia y El rey del mar.
- La editorial Orbis, de Barcelona, publicó ambas partes como tomos separados, titulados: El rey del mar, y Por el mar de la Sonda.
- La editorial Acme, de Buenos Aires, la publicó en un solo volumen: El rey del mar.